# Philippe Thirion
Philippe Thirion, né le 9 août 1963 à Mulhouse est un pilote automobile français. Il compte notamment une participation aux 24 Heures du Mans, en 2012.
En 1986, il crée TOP LOC, une société de location de matériel de construction.

## Carrière
En 2008, il participe aux 24 Heures de Spa à bord d'une Ferrari F430 GT3. Il ne termine pas la course.
En 2011, il remporte la manche de Dijon du Challenge Endurance Proto en championnat VdeV.
En 2012, il participe pour la première fois aux 24 Heures du Mans. Au volant de la Norma M200P de l'écurie Extrême Limite, il est associé à Fabien Rosier et Philippe Haezebrouck. L'équipage se classe au vingt-neuvième rang du classement général,,.
En novembre 2017, il remporte le titre Prestige du Challenge Endurance Proto en championnat VdeV.
Par la suite, il participe au championnat Fun Cup avec l’équipe TLRT / Cogemo Racing Team. Il prend part également a de multiples courses en 24H Series. Avec Sébastien Morales, ils finissent 4e sur l'Audi RS3 TCE a Dubaï en 2020.